# Rykka
Christina Maria Rieder (født 13. marts 1986 i Vancouver) bedre kendt som Rykka, er en canadisk sangerinde af schweizisk herkomst. Hun repræsenterede Schweiz i Eurovision Song Contest 2016 med sangen "The Last Of Our Kind", hvor hun dog ikke kvalificerede sig til finalen.